# Fólkvangr

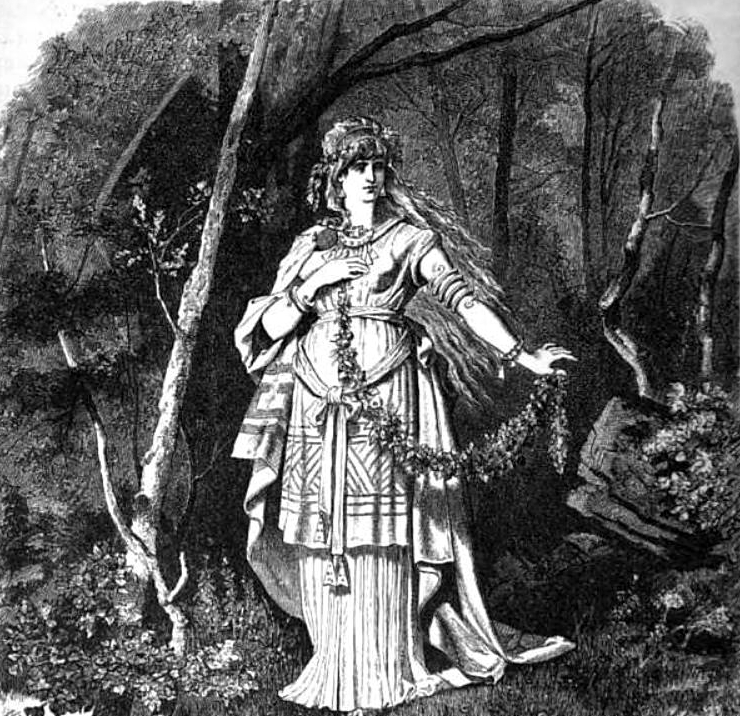
Dipinto raffigurante Freia (1882) di Carl Emil Doepler

Nella mitologia norrena, il Fólkvangr (dall'antico scandinavo "campo dell'ospite") è un campo dominato dalla dea Freyja, destinazione della metà di coloro che morivano in battaglia, mentre la restante parte veniva scelta da Odino stesso per il Valhalla. Si trova nel Vanaheimr. Nella Egils saga, coloro che vengono portati al campo vengono descritti come stanchi del mondo terreno, non mangeranno fino a quando non ceneranno con Freyja. Abbiamo la testimonianza della citazione del luogo, nella Edda poetica composta durante il XIII secolo e nella Edda in prosa, scritta anch'essa nel XIII secolo da Snorri Sturluson. Secondo quanto detto nella Edda in prosa, all'interno del Fólkvangr si trova la sala di Freyja riconosciuta come Sessrúmnir. 

## Testimonianze
Nel poema Grímnismál facente parte della Edda poetica, Odino (mascherato in Grímnir) informa il giovane Agnar che Freyja assegna metà posti di coloro che muoiono, nella sua sala a Fólkvangr mentre Odino si prende l'altra metà. 
Secondo la traduzione di Benjamin Thorpe:
le sedute nella sala.

Lei ogni giorno prende con sé la metà dei caduti

mentre Odino prende l'altra metà.»
Secondo la traduzione di Henry Adams Bellows:
Solo alcuni avranno un posto nella sua sala;

La metà dei morti viene scelta ogni giorno da lei,

invece la restante parte viene presa da Odino.»
Nel 24º capitolo del libro della Edda in prosa, Gylfaginning dice a Gangleri (descritto come re Gylfi in maschera) che Freyja "è la più gloriosa tra gli Asi", di fatto ha una dimora nei cieli chiamata Fólkvangr.

## Teorie

### Egils saga
Nella Saga di Egill Skallagrímsson, quando Egill si rifiuta di mangiare, sua figlia Þorgerðr dice che se ne andrà senza scorte di cibo e che quindi morirà di fame, così facendo incontrerà la dea Freyja:
Britt-Mari Näsström ritiene che "Fólkvangr è aperto anche per le donne che hanno subito una morte nobile". Näsström cita come esempio una potenziale connessione della Egils saga alla Saga di Hervör, dove la regina rimase intrappolata nel dísarsalr (La sala delle Dísir) dopo aver scoperto che il marito l'aveva tradita. Britt-Mari sottolinea che "questa Dís potrebbe essere Freyja, leader delle divinità femminili, il luogo del suicidio della regina potrebbe quindi essere collegato a Freyja".

### Insinuazioni
John Lindow ritiene che se Fólkvangr viene considerato come un "esercito", allora esso appare come un'alternativa al Valhalla. Lindow inoltre aggiunge che come Odino, Freyja ha un gruppo di guerrieri pronti a combattere per lei nell'eterna Hjaðningavíg.
Rudolf Simek espone la sua teoria, secondo cui il nome Fólkvangr è sicuramente non molto più antico di Grímnismál stesso. Inoltre aggiunge che la descrizione di Gylfaginning si avvicina molto alla descrizione di Grímnismál, tuttavia in entrambe le descrizioni aggiungono che Sessrúmnir si trova nell'Fólkvangr.
Secondo Hilda Ellis Davidson, il Valhalla è ben noto poiché ha un ruolo molto importante sia durante la guerra sia nella morte, ma i significati delle altre sale nella mitologia norrena come Ýdalir, luogo di residenza del dio Ullr o il Fólkvangr di Freyja sono stati perduti.
Britt-Mari Näsström pensa che Gylfaginning si riferisce che "ogni volta che cavalca in battaglia prende la metà dei caduti" interpretando Fólkvangr come "il Campo dei Guerrieri".
Siegfried Andres Dobat commenta che "Il ruolo mitologico di Freyja come selezionatrice delle anime dei caduti per il suo regno Fólkvangr, emerge come un modello mitologico del Valkyrjar e del Dísir."

### Nave di pietra e ubicazione proto-germanica nell'aldilà
In un documento del 2012 riportato da Joseph Hopkins e Haukur Þorgeirsson, propongono un collegamento tra il Fólkvangr, Sessrúmnir e le numerose navi di roccia ritrovate in tutta la Scandinavia. Secondo loro, tutti questi elementi dipingono insieme un'immagine di una nave e di un campo, poiché sono fonti di riferimento a Freyja.
Hopkins e Haukur propongono inoltre una connessione tra il Fólkvangr e una varietà di altre parole germaniche riferite alla vita ultraterrena che contengono estensioni del proto-germanico.

## Influenza moderna
Agli inizi del XX secolo, Karl Ernst Osthaus sviluppò il concetto del "Folkwang-Gedanke", l'arte e la vita possono riconciliarsi. Diverse istituzioni culturali con il nome di Folkwang (l'ortografia tedesca di Fólkvangr) sono state fondate su questo concetto. Queste istituzioni includono il Museum Folkwang di Essen, la casa editrice Folkwang-Verlag, Folkwang Kammerorchester Essen, Folkwang-Musikschule a Essen e Folkwang University of the Arts, incentrata sulla musica, sul teatro, sulla danza e sugli studi accademici.
Nel franchise Nintendo di Fire Emblem Heroes, il personaggio principale maschile, Lord Alfonse brandisce l'arma denominata come Fólkvangr.